# Septembre 2015 en sport
Cette page concerne l'actualité sportive du mois de septembre 2015

## Faits marquants

### Dimanche6 septembre
- Formule 1 : Lewis Hamilton, parti de la pole position, réalise un Grand Chelem en remportant le Grand Prix d'Italie sans quitter la position de tête et en réalisant le meilleur tour en course ; Sebastian Vettel et Felipe Massa l'accompagnent sur le podium. Le pilote britannique augmente encore son avance en tête du championnat du monde, avec 53 points de plus que Rosberg qui abandonne à trois tours du but alors qu'il était troisième (252 points contre 199). Sebastian Vettel (178 points) reste troisième tandis que Felipe Massa (97 points) passe devant Kimi Räikkönen (92 points). Mercedes, avec 451 points, conserve la tête du championnat devant Ferrari (270 points) et Williams (188 points).

### Samedi12 septembre
- Football : Auteur d'un quintuplé lors de la large victoire (6-0) du Real Madrid face à l'Espanyol Barcelone, Cristiano Ronaldo entre un peu plus dans l'histoire, en devenant le joueur ayant marqué le plus de buts en Liga pour le Real. Avec 230 buts marqués en... 203 rencontres, il bat le record de l'emblématique capitaine du club madrilène Raúl (228 buts en 550 matches entre 1994 et 2010).

### Dimanche13 septembre
- Cyclisme sur route : l’Italien Fabio Aru remporte le Tour d'Espagne.
- Sport automobile : le Français Sébastien Ogier (Volkswagen Polo WRC), associé à Julien Ingrassia remporte le rallye d'Australie, dixième des treize épreuves du championnat du monde, et devient par la même occasion champion du monde des rallyes pour la troisième fois consécutive. Il l'emporte devant son coéquipier Jari-Matti Latvala, distancé de 12 s.3, et Kris Meeke (Citroën DS3 WRC), à 32 s. 6. Avec désormais 235 points au classement général contre seulement 134 au Finlandais, Ogier est mathématiquement assuré de conserver son titre de champion du monde, puisqu'il compte 101 points d'avance et qu'il n'en reste que 84 au maximum à distribuer lors des trois dernières épreuves.
- Tennis : l'Italienne Flavia Pennetta remporte le simple dames de l'US Open de tennis face à sa compatriote Roberta Vinci, qui avait ôté à la n°1 mondiale Serena Williams, déjà vainqueur de l'Open d'Australie en janvier, des Internationaux de France de tennis début juin et du tournoi de Wimbledon début juillet, la possibilité de réaliser un Grand Chelem cette année, en l'éliminant en demi-finale.
- Tennis : Le Serbe Novak Djokovic remporte le simple messieurs de l'US Open de tennis face au Suisse Roger Federer. Il s'agit du dixième titre du Grand Chelem de sa carrière.

### Dimanche20 septembre
- Formule 1 : Sebastian Vettel, parti de la pole position, remporte le Grand Prix de Singapour sans quitter la position de tête ; Daniel Ricciardo et Kimi Räikkönen l'accompagnent sur le podium. Lewis Hamilton, malgré son abandon, conserve la tête du championnat du monde, avec 41 points de plus que Rosberg (252 points contre 211) et Sebastian Vettel (203 points) reste troisième. Mercedes, avec 463 points, conserve la tête du championnat devant Ferrari (310 points) et Williams (198 points).

### Mardi22 septembre
- Cyclisme : 2 épreuves du championnat du monde de cyclisme sur route
  - Contre-la-montre féminin
  - Contre-la-montre masculin des juniors

### Dimanche27 septembre
- Formule 1 : Lewis Hamilton, parti de la première ligne, remporte le Grand Prix du Japon sans quitter la position de tête ; Nico Rosberg et Sebastian Vettel l'accompagnent sur le podium. Il conforte son avance en tête du championnat du monde, avec 48 points de plus que Rosberg (277 points contre 229). Sebastian Vettel (218 points) reste troisième devant Kimi Räikkönen (119 points), Valtteri Bottas (111 points) et Felipe Massa toujours à 97 points. Mercedes, avec 506 points, conserve la tête du championnat devant Ferrari (337 points) et Williams (208 points).